# ピエール・ピコー
ピエール・ピコー（Pierre Picaud、1780年5月2日 - 1815年2月24日）は、19世紀にフランスのニームにいた靴職人である。アレクサンドル・デュマの小説『モンテ・クリスト伯』の主人公エドモン・ダンテスのモデルと言われている。 
皇帝ナポレオン1世時代の1807年、ピコーは裕福な女性マルグリット・ヴィゴロウと婚約していたが、友人のマチュー・ルピアン（バーのマスターで2人の子持ち、妻とは死別）はマルグリットの持参金に目を付けピコーを妬み、バーの客だったソラーリ、ショバールと共謀して、ピコーはイギリスのスパイであるという偽の告発をした。もう一人の友人であるアントワーヌ・アリュは3人の陰謀を知っていたが、ピコーに知らせなかった。ルピアンの告発を受け取った警官はロヴィゴ公爵サヴァリーに報告し、公爵は結婚式の日にピコーを逮捕した。ピコーはフェネストレル要塞（現在のイタリア、ピエモンテ州）に7年間収監され、2年目まで自分がなぜ投獄されたかの理由を知ることすらできなかった。獄中でピコーは隣の房に通じる通路を掘り抜き、そこに囚われていた裕福なイタリア人のトーリ神父と友人になった。1年後にトーリ神父は死去し、その際ミラノに隠していた財産をピコーに遺贈した。1814年のフランス帝国崩壊後、ピコーは釈放され、トーリ神父の財産を手に入れた。
変装してバルディーニ神父と名乗ったピコーはアリュと接触し、大きなダイヤモンドを渡すことと引き換えに、7年前の陰謀と悪党達の現状について聞き出す。ルピアンはピコーの投獄から2年後にマルグリットと結婚し、彼女の持参金を元手にパリのイタリアン大通りでカフェを買っていた。ピコーはそのカフェに上級ウェイターとして雇われ、復讐を開始した。
ピコーは最初にポンデザールでショバールを殺害した（あるいは誰かを使って殺害させた）。続いてルピアンの娘を騙して犯罪者と結婚させ、その後に夫を逮捕させた。娘はショックで死亡した。更にルピアンのカフェに放火し（あるいは誰かに放火させ）、ルピアンを貧困に陥らせた。次にピコーはソラーリを毒殺した。そしてルピアンの息子を唆して強盗を犯させ（あるいはそのような濡衣を着せ）、息子は刑務所に送られた。最後にピコーはルピアンを刺して殺したが、直後にピコー自身がアリュに拉致され、隠していた財宝を渡すよう要求されたが拒否したため殺された。 
この事件に関するフランス警察の記録の大部分は、1828年にアリュが死に際にマドレーヌ神父へ告白した言葉で占められている。フェネストレル要塞でのピコーの行動はアリュが知るはずのないことだが、おそらくトーリ神父の幽霊によって彼に伝えられたのだとされている。